# Villexavier
Villexavier és un municipi francès situat al departament del Charente Marítim i a la regió de la Nova Aquitània. L'any 2017 tenia 272 habitants. Té una escola elemental integrada dins d'un grup escolar amb les comunes properes.

## Demografia
El 2007 la població de fet de Villexavier era de 303 persones i 135 habitatges. Hi havia 121 famílies. La població ha evolucionat segons el següent gràfic:

## Economia
El 2007 la població en edat de treballar era de 177 persones. El 2009 hi havia 117 unitats fiscals que integraven 271 persones, la mediana anual d'ingressos fiscals per persona era de 14.572 €.
El 2007 hi havia una empresa de fabricació de material elèctric, una de fabricació d'altres productes industrials, cinc empreses de construcció i dues empreses de comerç i reparació d'automòbils així com una fusteria, una lampisteria, una empresa de construcció. L'any 2000 hi havia 23 explotacions agrícoles que ocupaven un total de 630 hectàrees.